# Lokale Grenzwertsätze
Als lokale Grenzwertsätze bezeichnet man gewisse mathematische Sätze, die zu den Grenzwertsätzen der Stochastik gezählt werden. Wie alle dieser Grenzwertsätze untersuchen die lokalen Grenzwertsätze Folgen und Summen von Zufallsvariablen. Im Gegensatz zu diesen verwenden sie aber nicht die klassischen Konvergenzbegriffe der Stochastik wie die Konvergenz in Verteilung, Konvergenz in Wahrscheinlichkeit oder fast sichere Konvergenz, sondern untersuchen die Konvergenz von Wahrscheinlichkeitsfunktionen und Wahrscheinlichkeitsdichtefunktionen.

## Aufgabenstellung
Gegeben sei eine Folge von Zufallsvariablen {\displaystyle (X_{n})_{n\in \mathbb {N} }} mit Verteilungen {\displaystyle P_{n}} und Wahrscheinlichkeitsfunktionen oder Wahrscheinlichkeitsdichtefunktionen {\displaystyle f_{n}}. Gesucht ist eine Wahrscheinlichkeits(dichte)funktion {\displaystyle f} sowie Bedingungen, unter denen
{\displaystyle f_{n}} gegen {\displaystyle f} konvergiert.
Mögliche Probleme sind:
- Im Allgemeinen muss die Grenzfunktion selbst bei Konvergenz in Verteilung der {\displaystyle X_{n}} keine Dichtefunktion besitzen.
- Selbst wenn die Zufallsvariablen in Verteilung gegen die Standardnormalverteilung konvergieren, müssen die Dichten im Allgemeinen nicht konvergieren.

## Beispiel: Lokaler Grenzwertsatz von de Moivre-Laplace
Ein klassisches Beispiel ist der lokale Grenzwertsatz von de Moivre-Laplace. Ist {\displaystyle p\in (0,1)}, sei {\displaystyle \varphi } die Wahrscheinlichkeitsdichtefunktion der Standardnormalverteilung und
{\displaystyle x_{n}(k)={\frac {k-np}{\sqrt {np(1-p)}}}}.
Dann ist für beliebige {\displaystyle c>0}
{\displaystyle \lim _{n\to \infty }\max _{\forall k \atop |x_{n}(k)|\leq c}\left|{\frac {{\sqrt {np(1-p)}}\operatorname {Bin} _{n,p}(\{k\})}{\varphi (x_{n}(k))}}-1\right|=0}.
Hierbei bezeichnet {\displaystyle \operatorname {Bin} _{n,p}} eine Binomialverteilung mit den Parametern {\displaystyle n} und {\displaystyle p}, so dass {\displaystyle \operatorname {Bin} _{n,p}(\{k\})} der Wert der  Wahrscheinlichkeitsfunktion an einer Stelle {\displaystyle k} ist.